# Parco nazionale di Xuan Son
Il parco nazionale di Xuan Son (in vietnamita:Vườn quốc gia Xuân Sơn) è un'area naturale protetta del Vietnam. È stato istituito nel 2002 e occupa una superficie di 150,48 km² nel distretto di Thanh Son, provincia di Phu Tho.
Il parco nazionale si estende su una vasta area montuosa, ed è in parte ricoperto da un'antica foresta lussureggiante.
All'interno del parco sono state studiate quindici specie di Isoptera dai termitai sotterranei, appartenenti a 8 generi e 2 famiglie.